# Oro Oro Dowo
Oro Oro Dowo is een bestuurslaag in het regentschap Malang van de provincie Oost-Java, Indonesië. Oro Oro Dowo telt 11.470 inwoners (volkstelling 2010).